# Mara Cuevas
Mara Cuevas (ur. 1968) – meksykańska aktorka.

## Filmografia
Aktorstwo
- 2006: Marina jako Lucia
- 2006: Sexo, amor y otras perversiones jako Estela
- 2006: Shirgo (La leyenda del Cagalar) jako Virginia